# Padmavat

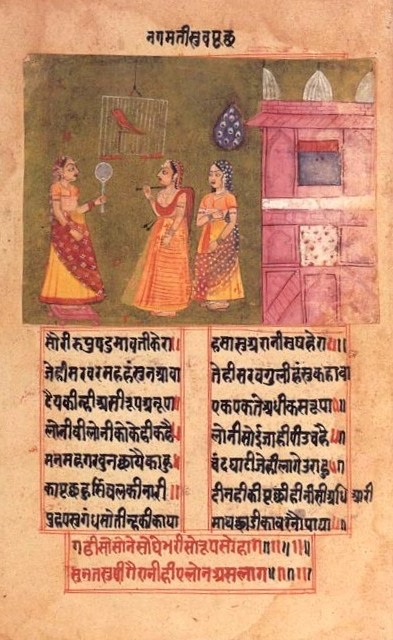
"La Reina Nagmati, sin temor, pregunta su nuevo loro quién es más bonita, ella o su anterior dueña, la Princesa Padmavati de Sri Lanka. Naturalmente, consigue una respuesta desagradable." Manuscrito ilustrado de Padmavat, c. 1750

Padmavat (o Padmawat) es un poema épico escrito en 1540 por el poeta sufi Malik Muhammad Jayasi, quien lo escribió en hindustaní de Awadhi, aunque originalmente en escritura persa Nastaʿlīq.
Padmavat es el más antiguo texto existente entre las obras importantes en Awadhi. Es una famosa obra de literatura del periodo sufi, que cuenta la historia alegórica y ficticia sobre el deseo que tiene el Sultán de Delhi, Alauddin Khalji, por Padmavati, la reina de Chittor. Alaudín y el marido de Padmavati, Ratansen son figuras históricas, mientras que Padmavati es un personaje de ficción, aunque esto es discutido.

## Argumento
Padmavati, la princesa del reino de Singhal, es amiga de Hiraman, un loro que habla. Su padre desaprueba tal amistad y decreta la muerte del loro. Sin embargo, el loro huye para evitar tal destino, pero es capturado por un atrapador de aves y finalmente acaba como mascota de Ratansen, el regidor de Chittor.
Inspirado por la descripción que el loro hace de la belleza de Padmavati, Ratansen decide visitar el reino de Singhal junto a 16,000 vasallos y príncipes, y con el loro como guía. La comitiva logra llegar a Singhal después de cruzar los siete mares. Allí, Ratansen intenta ganarse a Padmavati llevando a cabo las austeridades en un templo. Informada por el loro, Padmavati visita el templo y regresa sin haber conocido a Ratansen, a pesar de que empieza a anhelarle. Entretanto, en el templo, Ratansen decide suicidarse por haberle perdido. Las deidades Shiva y Parvati intervienen, y el primero le aconseja atacar la fortaleza de Singhal.
Disfrazados como ascetas, Ratansen y sus seguidores atacan la fortaleza, pero son capturados por Gandharvsen. Cuando Ratansen está a punto de ser ejecutado, su bardo revela su identidad. Gandharvsen entonces casa a Padmavati con Ratansen y también hace arreglos para que 16,000 mujeres padmini sean sus compañeras (de los cuatro tipos de mujeres típicamente halladas en Singhal, las Padmini son las mejores.)
Cuando Padmavati y Ratansen consuman su matrimonio en Singhal, Nagmati, la primera mujer de Ratansen le extraña en Chittor. Ella utiliza un pájaro para enviar un mensaje a Singhal, por lo que Ratansen decide regresar a Chittor. Ratansen se siente demasiado orgulloso por haberse casado con la mujer más bella del mundo por lo que es castigado con una tormenta marina durante el viaje de regreso. Él y Padmavati son rescatados por Océano, pero todo su séquito muere en la tormenta. Lacchmi, la hija de Océano, pone a prueba el amor que Ratansen profesa a Padmavati por lo que, difrazada como la princesa, se aparece ante Ratansen. Él pasa la prueba y es premiado con regalos de parte de Océano y Lacchmi. Con estos regalos, recluta un séquito nuevo en Puri, y retorna a Chittor.
En Chittor, Padmavati y Nagmati compiten por la atención de Ratansen. Inicialmente, él las apacigua pasando las noches con ellas de manera alternada, pero después tiene que establecer la paz por medio de reprimendas. Entretanto, expulsa del reino al corredor Brahmin Raghav Chetan por haber ganado fraudulentamente una competencia. Padmavati le obsequia a Raghav su pulsera para contentarlo.
Raghav va al tribunal de Alaudín en Delhi. Cuándo se le pregunta sobre la pulsera, describe la incomparable belleza de Padmavati. Alauddin entonces asedia a Chittor, y demanda que Padmavati sea para él. Ratansen rehúsa tal petición, y ofrece pagar un tributo en cambio. Alauddin rechaza la oferta, y el asedio continúa. Finalmente, como parte de los términos de paz, Ratansen invita a Alauddin como huésped dentro del fuerte, a pesar del consejo de sus vasallos Gora y Badal. Con engaños, Alauddin echa un vistazo a Padmavati, captura a Ratansen, y regresa a Delhi.
Padmavati les pide a Gora y a Badal que le ayuden a liberar a Ratansen. Los dos hombres y sus seguidores entran en la fortaleza de Delhi disfrazados de Padmavati y sus acompañantes. Logran liberar a Ratansen, pero Gora muere luchando durante la huida, mientras que Badal lleva a Ratansen a Chittor.
Durante la ausencia de Ratansen, el gobernante de Kumbhalner, Devpal, propone casarse con Padmavati. A su regreso, Ratansen se entera de este agravio y decide castigar a Devpal. En el combate individual posterior, Ratansen y Devpal se matan entre ellos. Nagmati y Padmavati se suicidan mediante el rito sati (la inmolación de la viuda) en la pira de Ratansen. Mientras tanto, el ejército de Alauddin llega a Chittor. Enfrentando una certera derrota, las mujeres del fuerte se suicidan mediante el jauhar (autoinmolación en masa) mientras los hombres luchan hasta la muerte. Alauddin captura una fortaleza vacía, por lo tanto, se niega a sí mismo la victoria.
Alauddin reflexiona sobre su pírrica victoria y sobre la naturaleza del deseo insaciable. Levanta las cenizas de Ratansen y sus esposas Padmavati y Nagmati, y se lamenta porque nunca hubiera querido que todo terminara así. Alauddin continúa: El deseo es insaciable, permanente / pero este mundo es ilusorio y transitorio / el hombre sigue teniendo un deseo insaciable/ hasta que la vida se acaba y llega a la tumba.

## Manuscritos
Los primeros manuscritos existentes de Padmavat varían considerablemente en longitud, y están creados con varios tipos de escrituras diferentes, incluidos Kaithi, Nagari y Nastaliq (persa). 
Los manuscritos de Nastaliq forman la capa más antigua del texto. El primer manuscrito existente de Padmavat es un manuscrito Nastaliq copiado en 1675 en Amroha, por Muhammad Shakir. Fue descubierto en Rampur y contiene traducciones persas interlineales. Otros manuscritos persas incluyen aquellos copiados por Rahimdad Khan de Shahjahanpur (1697) y Abdulla Ahmad Khan Muhammad de Gorakhpur (1695).
Los manuscritos de Kaithi contienen una gran cantidad de versos adicionales y a menudo están incompletos o poco transcritos. 
Mataprasad Gupta publicó una edición crítica del texto, basada en cinco manuscritos diferentes, el primero de los cuales es del siglo XVII.

## Traducciones y adaptaciones
La adaptación más antigua conocida de Padmavat es Prema Nama (1590) de Hansa Dakkani, un poeta de la corte de Ibrahm Shah, del Sultanato Bijapur.
Existen doce adaptaciones de Padmavat en persa y urdu. Los más famosos son Rat-Padam y Shama-wa-parwanah. El Rat-Padam (1618) de Mulla Abdul Shakur o Shaikh Shukrullah Bazmi de Gujarat sigue de cerca la trama de Padmavat, pero omite el simbolismo sufi para los personajes y los eventos. El Shama-wa-parwanah (1658) de Aqil Khan Razi (un gobernador de Delhi bajo Aurangzeb) conserva el simbolismo sufí.
El poema épico fue traducido al bengalí en el siglo XVI. Inspiró una serie de novelas, obras de teatro y poemas en la literatura bengalí del siglo XIX. También tenía adaptaciones bengalíes por Kshirode Prasad Vidyavinode en 1906 y Abanindranath Tagore en 1909.

Padmavat es la fuente de la ópera Padmâvatî' de Albert Roussel (1923).
Las primeras adaptaciones cinematográficas incluyen la película tamil Chittoor Rani Padmini (1963) y la película en hindi Maharani Padmini (1964). Padmaavat (2017), una película india de Bollywood dirigida por Sanjay Leela Bhansali, se basa en el Padmavat.

## Realidad histórica
Los historiadores persas medievales como Firishta y Hajiuddabir adaptaron la leyenda de Padmavat como realidad histórica, pero sus relatos adolecen de inconsistencias. Los últimos bardos de Rajput también adaptaron y expandieron la leyenda, sin tener en cuenta los hechos históricos. Gora Badal Padmini Chaupai, de Hemratan (C. 1589 EC) se convirtió en la primera adaptación popular de Rajput de la leyenda. Entre los siglos XVI y XVIII, se compilaron más versiones rajput de la leyenda en el actual Rajastán, bajo el patrocinio de los jefes rajput. La mayoría de las historias medievales escritas después de Firishta (siglo XVI), incluido el Bahrulamvaj del siglo XVIII, mencionan el episodio de Padmavati. Las semejanzas cercanas en las varias narraciones legendarias sobre Padmavati indican que, o todas estas historias se basan en Padmavat de Jaisi o son de hecho una verdad histórica. Niccolao Manucci también menciona la historia en su Storia do Mogor, pero la coloca durante la invasión de Chittor por el rey Akbar del siglo XVI.
El historiador Kishori Saran Lal señala varias inconsistencias en la leyenda de Padmavat. Por ejemplo, que Ratnasimha había ascendido al trono en 1301, y fue derrotado por Alauddin en 1303, mientras que Padmavat afirma que Ratnasimha pasó 12 años en la búsqueda de Padmavati, y luego 8 años en conflicto con Alauddin. Lal también señala las inconsistencias en las narrativas de los historiadores medievales posteriores. Por ejemplo, Firishta afirma que Alauddin ordenó a su hijo Khizr Khan que evacuara Chittor en 1304, y luego nombró a un sobrino de Ratnasimha como su nuevo gobernador. Sin embargo, Khizr Khan abandonó Chittor mucho después de 1304. Según Lal, Jaisi mismo sugiere que Padmavat pretende ser una alegoría, no una narración de un evento histórico, porque el autor menciona que en su narración, Chittor representa el cuerpo; Raja (Ratnasimha), la mente; Singhal, el corazón; Padmavati, la sabiduría; y Alauddin, la lujuria. 

### Rito jauhar
Lal concluye que los únicos hechos históricos en la leyenda son que Alauddin capturó Chittor, y que las mujeres del fuerte (incluida una reina de Ratnasimha) murieron mediante el rito jauhar. Banarsi Prasad Saksena cree que incluso la narrativa sobre el jauhar es una invención: el cronista contemporáneo Amir Khusrau se refiere al rito jauhar durante la conquista anterior de Ranthambore, pero no menciona ningún jauhar en Chittor. Sin embargo, una omisión no es una prueba de inexistencia, por lo tanto, esto no es concluyente.
El poema Padmavat termina con las propias palabras de Jayasi, He inventado la historia y la he relatado. Según Aditya Mukherjee, historiador de la Universidad Jawaharlal Nehru, en el período contemporáneo, no hay mención de este evento, no hay relatos de Padmavati hechos por Amir Khusrau, un prolífico escritor de la época y cortesano de Alauddin Khilji. Afirma que no hay evidencia histórica de este evento de Padmavati. Esta historia es la imaginación de un poeta.